# Maria Materska
Maria Materska (ur. 11 stycznia 1942, zm. 10 czerwca 2025) − polska psycholog, doktor habilitowany, wieloletni pracownik naukowy Wydziału Psychologii Uniwersytetu Warszawskiego, pracownik Wydziału Zarządzania Kulturą Wizualną ASP w Warszawie. Zajmowała się psychologią poznawczą oraz poznawczą reprezentacją zdarzeń w pojęciach odnoszących się do epizodów.

## Kariera naukowa
Studia wyższe ukończyła w 1963 roku na Wydziale Psychologii i Pedagogiki Uniwersytetu Warszawskiego i z tą uczelnią związała swoją przyszłą karierę. W roku 1970 uzyskała stopień doktora nauk humanistycznych w zakresie psychologii ze specjalnością psychologia poznawcza. Promotorem pracy doktorskiej był Tadeusz Tomaszewski. W 1978 roku uzyskała stopień doktora habilitowanego.
W latach 1987–1990 i 1994-1999 była prodziekanem Wydziału Psychologii Uniwersytetu Warszawskiego.
Otrzymała 14 nagród rektorskich oraz jedną nagrodę Ministra Szkolnictwa Wyższego. 

## Wybrane publikacje
- Materska, M. (1978). Produktywne i reproduktywne wykorzystywanie wiadomości w różnych fazach uczenia się. Wrocław: Ossolineum.
- Materska, M. (1994). Z badań nad ocenianiem profesjonalnym, czyli jak mierzona jest niewymierna wartość szkolnych wypracowań. Warszawa: Wydawnictwo Instytutu Psychologii PAN.
- Materska, M. (1995). Linie, węzły, segmenty, czyli hipotetyczna struktura zapisu kolejności zdarzeń w poznawczych schematach epizodów. W: W. Łukaszewski (Vol. Ed.), W kręgu teorii czynności (ss. 121-140). Kolokwia Psychologiczne, Vol. 5. Warszawa: Wydawnictwo Instytutu Psychologii PAN.
- Materska, M. (1996). Cognitive representation of the temporal order of social episodes. Polish Psychological Bulletin, 3, 231-238[5].

## Współpraca międzynarodowa
W latach 1982–1985 pracowała na stanowisku profesora (nominacja Rządu Republiki Francji) na Uniwersytecie w Poitiers.